# Ernest Jean Delahaye
Ne doit pas être confondu avec Ernest Delahaye.
Ernest Jean Martial Delahaye est un peintre français né à Paris (ancien 8e arrondissement) le 22 avril 1855, et mort dans la même ville (dans le 10e arrondissement) le 19 juin 1921. Il expose au Salon à partir de 1875.

## Biographie
Ernest Jean Martial Delahaye est le fils de Martial Jean François Delahaye, professeur de gymnastique, et de Thérèse Élisabeth Cepek.
Le 15 juillet 1882, à la mairie du 17e arrondissement de Paris, Ernest Jean Delahaye épouse Charlotte-Marie-Ernestine Duchoiselle, née le 10 août 1857 aux Batignolles, fille de Charles Marie Thérèse Duchoiselle et d'Ernestine Cepek,. Un des témoins est Charles Le Marchand, chevalier de la Légion d'honneur ; un autre est Jules Baldy, médecin du bureau de bienfaisance du 17e arrondissement de Paris, lui aussi chevalier de la Légion d'honneur.
En 1892, à la suite d'un duel avec Jules Roques, Delahaye a été légèrement blessé à la main.
Peintre de l'Armée de terre, Delahaye part en 1915 au front pour le musée de l'Armée. Il restera un an dans les Flandres.
Selon les indications des livrets du Salon des artistes français, Ernest Jean Delahaye habite en 1885 à Paris au no 6 impasse des Acacias ; de 1879 à 1880 à Levallois-Perret au no 36 rue des Bois ; en 1881 à Paris au no 27 rue Bayen ; de 1882 à 1895 à Paris au no 1 cité Gaillard ; de 1897 à 1904 à Paris au no 33 rue Capron ; en 1905 à Paris au no 19 rue d'Orsel ; de 1907 à 1909 à Paris au no 17 rue Victor-Massé ; et en 1912 à Paris au no 38 bis rue Fontaine.

## Œuvres dans les collections publiques
- Clamecy, musée d'Art et d'Histoire Romain Rolland : Le Méridien de Paris, 1909.
- Louviers, Musée de Louviers : Mignon, vers 1895.
- Paris :
  - musée Carnavalet :
    - Les Mutilés assistent aux obsèques du général Gallieni, sur la place de l'Hôtel-de-Ville, 1916, n° d'inventaire : P.I266.
    - La Remise des locomotives aux Batignolles, étude pour le tableau exposé au salon de 1892, signé, daté et dédicacé en bas à droite : « À MONSIEUR Collet / E. J. DELAHAYE 1891 », don Françoise Seligmann, n° d’inventaire: P2698.

  - Petit Palais :
    - L'Usine à gaz de Courcelles, 1884, acquis par la ville en 1884, n° d'inventaire : Inv3678.
    - Esquisses pour la salle des mariages de la mairie de Courbevoie, ces esquisses réalisées avec Louis Picard remportèrent un second prix et ne furent pas finalisées, n° d'inventaire : PPP3950.
    - La Ville de Courbevoie préside la fête des mariages, en collaboration avec Louis Picard, n° d'inventaire : PPP3951.
- Versailles, musée de l'Histoire de France : Les Funérailles de Mac Mahon, 22 octobre 1893, 1899, n° d'inventaire : MV5394.
- Localisation inconnue :
  - L'Ambulance de Valmy, déposé en 1901 à Paris au  musée du service de santé des armées, non localisée en 1998[11].
  - Charge du 12e hussards, à la bataille de Marengo, 1887.

## Œuvres exposées auSalon des artistes français
- 1875, no 609, Portrait de M.***.
- 1879, no 880, Portrait de Mlle M. D.

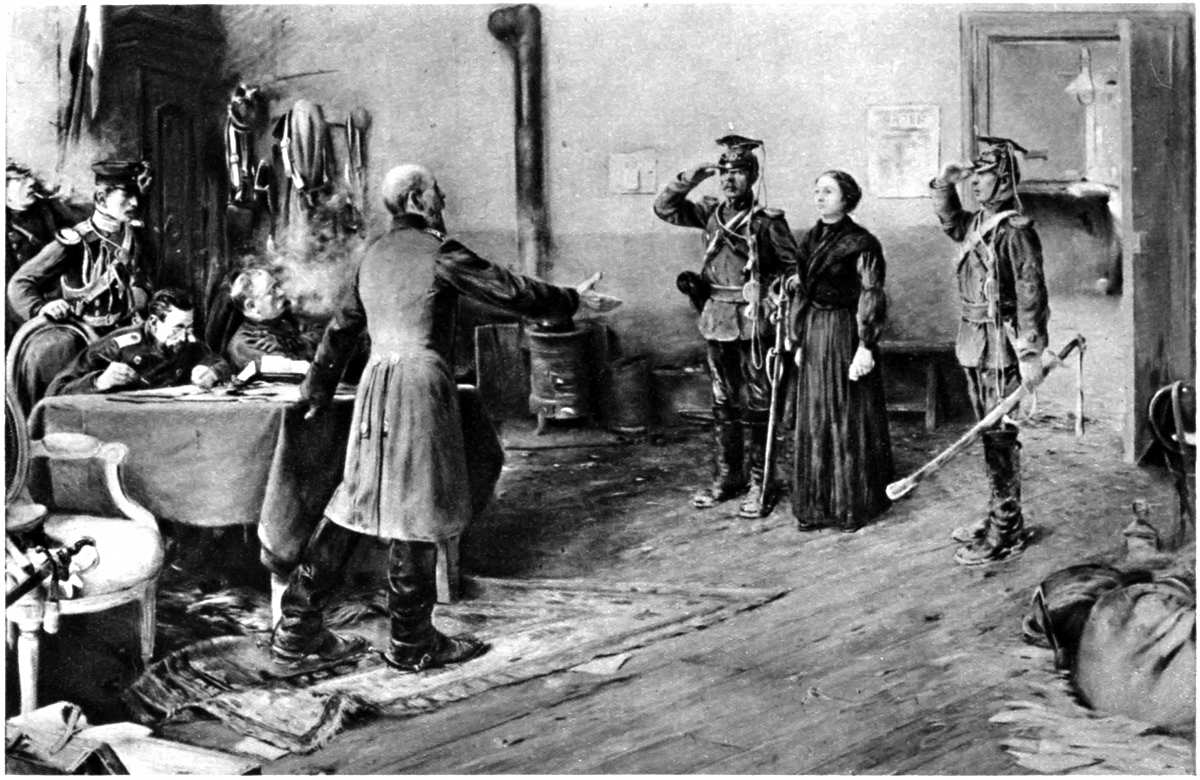
Juliette Dodu arrêtée par les Prussiens à Pithiviers en 1870.

- 1880, no 1048, Portrait de M. Herrmann.
- 1881, no 643, Au Lavoir.
- 1881, no 643bis, Portrait de M. Maurice Lemarchant.
- 1882, no 763, Embattage -Normandie.
- 1882, no 764, Maréchalerie, appartient à M. Goupil.
- 1883, no 709, La Pâque juive.
- 1884, no 699, L'Usine à gaz de Courcelles.
- 1885, no 731, Portrait de M. Henry Maret[12].
- 1885, no 732, Maréchalerie.
- 1886, no 705, Portrait du général Boulanger, ministre de la Guerre[13].
- 1886, no 706, Maréchalerie.
- 1887, no 704, Maréchalerie
- 1887, no 705, Charge du 12e hussards à la bataille de Marengo.
- 1888, no 759, Sedan - 1er septembre 1870.
- 1890, no 718, La Charge du plateau d'Iron.
- 1891, no 768, Cambronne ; - Waterloo.
- 1893, no 530, Un pillard.
- 1893, no 531, En reconnaissance.
- 1892, La remise des locomotives aux Batignolles.
- 1894, no 557, Maréchalerie.
- 1895, n°[14], Maréchalerie.
- 1895, n°[15], Portrait de M. Street[16].
- 1897, no 477, La Coda.
- 1897, no 478, Portrait de Jean P.
- 1898, no 599, Mademoiselle Fifi, d'après la nouvelle de Guy de Maupassant.
- 1898, no 600, Portraits de Mlles A. V… et G.V…
- 1899, no 386, Montbéliard, avec une explication du sujet qui évoque la prise de Montbéliard par Paul Déroulède.
- 1900, no 388, Marchand et sa mission dans les marais du Bahr-el-Ghazal, fragment du diorama de la mission Marchand.
- 1901, no 690, Réception du président Krüger à l'Hôtel de Ville de Paris.
- 1902, no 473, Le Colonel Roosevelt a Cuba: Prise des Hauteurs de San Juan.
- 1904, no 537, La Recéleuse, le général Bonaparte condamne une cantinière à être promenée nue sur son âne, épisode historique d'après les cahiers du capitaine Coignet.
- 1904, no 538, Portrait de l'impresario Schürmann.
- 1905, no 551, La Soumission de Behanzin au général Dodds.
- 1906, no 482, Le Retour de Paul Déroulède ; place de la Concorde (5 novembre 1905)[17].
- 1907, no 492, À la maison de Nanterre.
- 1908, no 500, Maréchalerie.
- 1909, no 516 Le Général Bonaparte condamne la cantinière à être promenée toute nue sur son âne, épisode historique d'après les cahiers du capitaine Coignet.
- 1909, no 517, Maréchalerie.
- 1910, Juliette Dodu.
- 1912, no 512, Billebault du Chaffault remplaçant le maire de Sens et reconnaissant son fils parmi les francs-tireurs prisonniers condamnés à mort.
- 1920, Coup de main au four de Paris.